# Diastylis corniculata
Diastylis corniculata är en kräftdjursart som beskrevs av Hale 1937. Diastylis corniculata ingår i släktet Diastylis och familjen Diastylidae. Inga underarter finns listade i Catalogue of Life.